# Aktivní vinný sklep

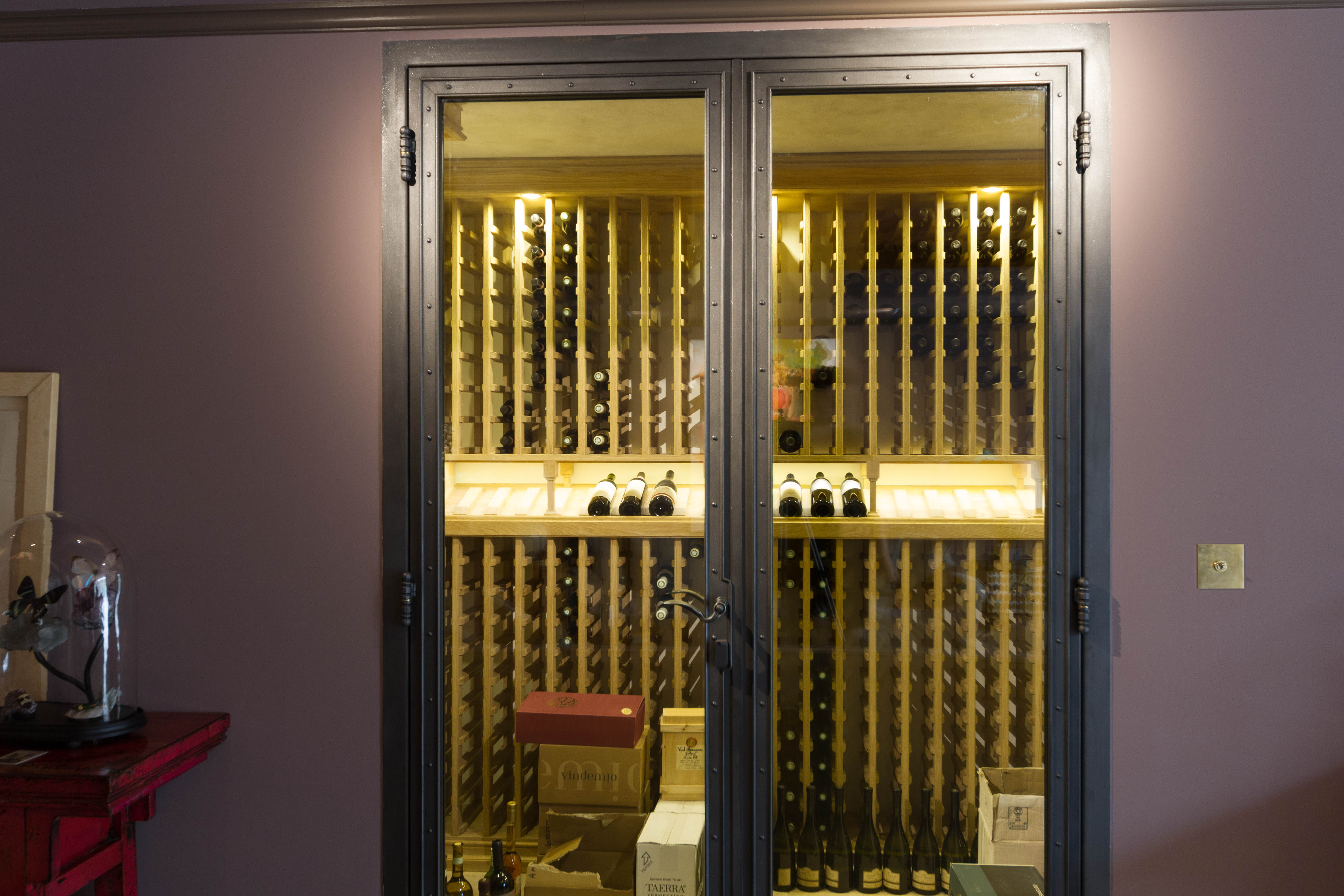
Aktivní vinný sklep

Aktivní vinný sklep je vinný sklep, u nějž jsou optimální podmínky pro uskladnění vína dosahovány působením klimatizace. Tím se liší od „pasivních“ vinných sklepů, jejichž vlastnosti jsou dány výhradně přírodními vlivy a nejsou uměle ovlivňovány. Aktivní vinné sklepy se v podstatě snaží uměle dosáhnout podmínek ideálního pasivního sklepa.

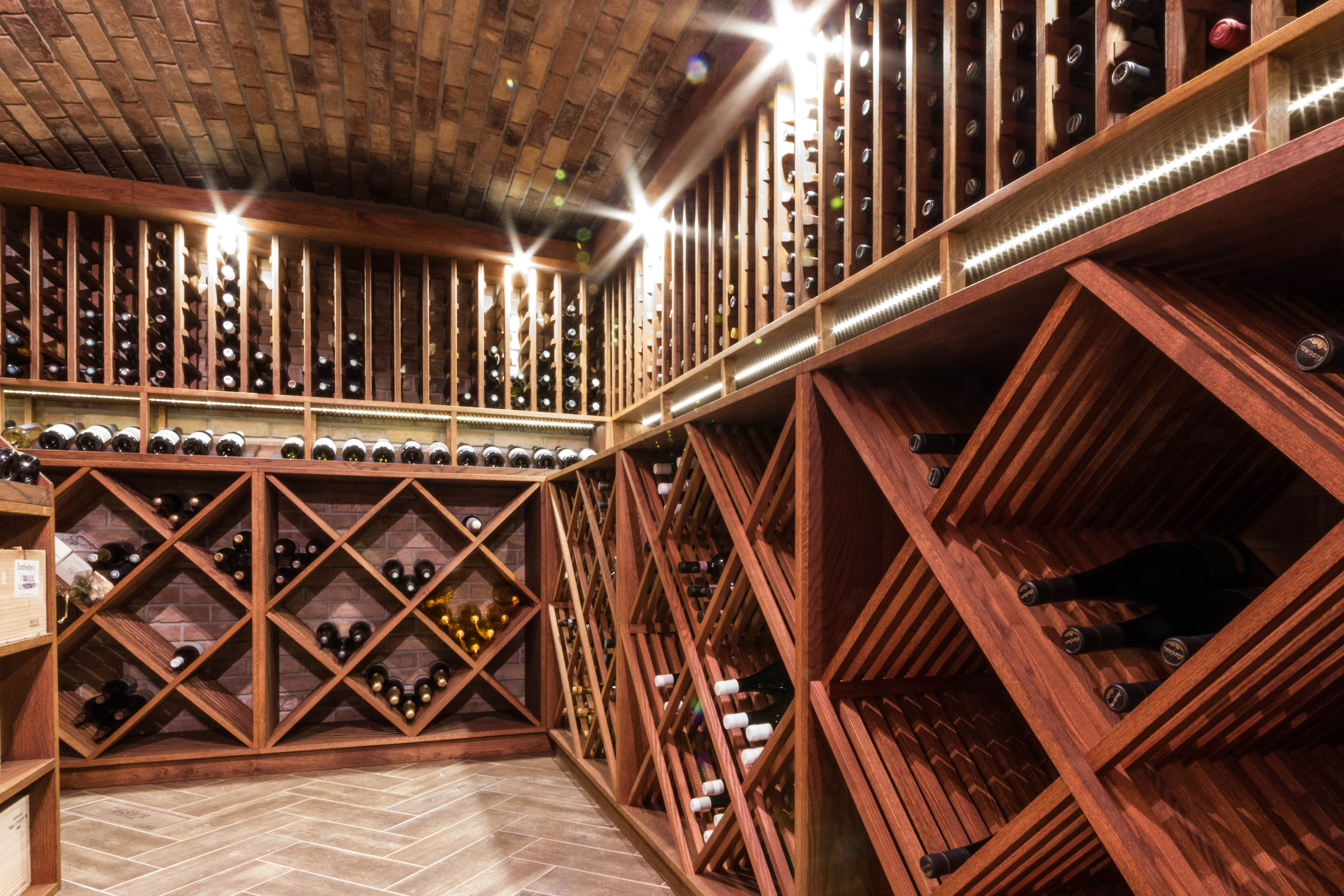
Aktivní vinný sklep

## Výhody
Výhodou aktivních vinných sklepů je možnost dosáhnout stálé a optimální teploty a vlhkosti i v místech, kde není možné realizovat sklep pasivní. Tyto parametry je navíc možné sledovat a ovlivňovat tak, aby bylo dosaženo optimálních podmínek pro archivaci vín. Aktivní sklepy je možné realizovat v kterékoliv části bytu nebo domu a nabízejí tak vyšší míru komfortu a mohou sloužit i jako reprezentativní místnost.
Zároveň je velmi časté oddělení aktivně chlazeného vinného sklepa od degustační místnosti skleněnou izolační stěnou - teplota degustační místnosti by se měla výrazně lišit od archivní teploty a měla by se blížit teplotě pokojové.

## Vybavení
Vzhledem k faktu, že v aktivně chlazeném vinném sklepě dosahuje vlhkost nižších hodnot (řádově mezi 55 % a 70 %) je pro vybavení sklepa nábytkem možné použít různé materiály. V pasivním sklepě se velmi často setkáváme s cihlovými nebo kamennými regály. V aktivním sklepě naopak používáme dřevo, zejména masivní dub, nebo různé varianty nerezových, mosazných či jiných regálů. Díky těmto materiálům bývají interiéry aktivních vinných sklepů velice komfortní na přehlednost a mají vlastní atmosféru, které je velmi odlišná od pasivních sklepů. Zároveň je možné postavit aktivní sklep, který věrně navozuje atmosféru pasivního sklepa. 

## Nevýhody
Nevýhodou aktivních vinných sklepů jsou vyšší provozní náklady a riziko poškození archivovaného vína v případě zhoršení skladovacích podmínek v důsledku neplánovaného výpadku klimatizace. Tyto provozní náklady jsou vykompenzovány výrazně nižšími investičními náklady spojenými s velmi jednoduchým zaizolováním prostoru a umístěním chlazení. Zároveň jsou tyto sklepy výrazně pohodlnější a jejich umístění není daleko na zahradě, ale často přímo vedle kuchyně či obývacího pokoje.  
Vyšší provozní náklady, související se spotřebou klimatizace vyvinuté speciálně pro aktivní vinné sklepy, je možné výrazně omezit díky vhodně zvolené izolaci daného prostoru. Zároveň je spotřeba energie závislá na orientaci místnosti a jejím umístění v daném objektu. Riziko poškození archivovaného vína je možné snížit monitorováním funkčnosti a včasným zjištěním závady. K tomu jsou používána zařízení, která v případě zhoršení skladovacích podmínek upozorní majitele nebo správcovskou firmu např. pomocí SMS. 

## Chladicí jednotky
Do aktivního sklepa se používají buď průmyslové jednotky, nebo jednotky určené přímo do vinných sklepů jako například Wine Guardian. Průmyslové jednotky mají výhodu zejména v nižší ceně, ale jejich zásadní nevýhoda je, že vysušují vzduch a mají obvykle vyšší spotřebu díky výrazně vyššímu příkonu. Oproti tomu speciální chladicí zařízení obvykle nechladí tak razantně, ale dlouhodobě prostor dochlazují. Tím dochází k minimálnímu odvlhčení prostoru a udržování relativní vlhkosti v řádu 50-80%. Díky tomu je z prostoru vinný archiv a ne pouze chladnička. 

## Izolace
Prostor aktivního sklepa se musí takřka oddělit od zbytku domu. K tomu slouží v dnešní době celá řada izolantů na bázi extrudovaného polystyrénu nebo polyuretanu. Obvykle se používá Perimetr.    